# Шешкіль Інна Юріївна
Інна Юріївна Шешкіль (у шлюбі — Іванова; 20 червня 1971, Макінськ, Акмолинська область, Казахська РСР, СРСР) — радянська, казахстанська та білоруська біатлоністка, срібний призер чемпіонату світу (1992), учасниця Олімпійських ігор 1994, 1998 років та Кубка світу, Заслужений майстер спорту Республіки Казахстан.

## Початок виступів
Інна Шешкіль почала займатися спортом у дитячому віці під керівництвом свого батька, який працював тренером в ДЮСШ міста Макінська. Потім вступила до спортивного інститут в Алма-Аті, який закінчила у 1992 році. Виступала за клуб ЦСКА (Алма-Ата).
У березні 1991 року здобула перемогу на юніорській першості СРСР у спринтерській гонці.

## Збірна Казахстану
У сезоні 1991/1992 років була включена до складу збірної країни. Але через розпад СРСР виступала за так звану Об'єднану команду" (СНД). Дебютувала на останньому етапі Кубка світу сезону 1991/1992 у Новосибірську. В індивідуальній гонці вона посіла дев'яте місце. На цьому ж етапі проводилася командна гонка, яка мала статус чемпіонату світу з біатлону 1992 року, в якій Шешкіль разом з Оленою Бєловою, Анфісою Рєзцовою та Світланою Печерською виграли срібні медалі.
Починаючи з сезону 1992/1993 років виступала за збірну Казахстану. У 1994 році брала участь у зимовій Олімпіаді в Ліллехаммері. В індивідуальній гонці Інна Шешкіль була 29-ю, а в спринті спіткнулася перед фінішем і посіла четверте місце, поступившись 3,9 сек бронзовому призеру Валентині Цербе.
У 1996 році стала бронзовим призером чемпіонату світу з літнього біатлону у спринті. Також у 1996 році стала дворазовою переможницею зимових Азійських ігор в спринті та індивідуальній гонці. А в естафеті збірна Казахстану посіла друге місце.
Брала участь у чемпіонаті світу 1997 року в Брезно. Її кращим результатом в особистих видах стало 21-ше місце в індивідуальній гонці. У 1998 році стартувала на своїх других Олімпійських іграх, в японському Нагано, де була 20-ю у спринті, 54-ю — в індивідуальній гонці та отримала 11-й результат — в естафеті. Після Олімпіади виступ казахстанських спортсменів було визнано невдалим, у збірної змінився тренерський штаб, і спортсменка вирішила покинути команду.

## Збірна Білорусі
У сезоні 1998/1999 років перейшла до збірної Білорусі. Її запросила подруги Світлани Парамигіна та новий головний тренер збірної Олександр Попов. У своєму першому сезоні виступала тільки на Кубку Європи, де здобула перемоги в трьох особистих гонках, шість разів була другою і двічі — третьою. Крім того, не менше двох разів перемагала в естафетах у складі збірної Білорусі. За підсумками сезону стала володаркою Кубка Європи. Влітку 1999 року стала срібним призером чемпіонату світу з літнього біатлону в естафеті.
Наступного року брала участь в Кубку світу, але не набравши жодного очка в залік турніру, завершила кар'єру. Останнім великим змаганням для спортсменки став літній чемпіонат світу 2000 року, де вона не піднялася вище 13-го місця.
Кращим результатом в особистих видах на Кубку світу (за винятком четвертого місця на Олімпіаді-1994) стало п'яте місце в спринті у сезоні 1995/1996 на етапі в Брезно.

## Особисте життя
Одружена з казахським біатлоністом Валерієм Івановим. Має доньку (1995 р.н.).
Після завершення кар'єри переїхала на проживання до Башкирії в місто Міжгір'я.